# 陳志華 (香港)
陳志華（英語：Ernest Chan Chi Wa），香港影評人，2012年至2015年曾擔任香港電影評論學會會長，現為該會理事。畢業於香港城市大學。曾擔任金馬獎（第51屆及第54屆）
、高雄電影節、ifva短片比賽、華語電影傳媒大獎、香港亞洲電影節「亞洲新導演獎」、香港青年文學奬評審；編有《2012香港電影回顧》及《香港電影2018》，合編有《焦點影人 張艾嘉》、《花樣的年華 澤東廿五》、《十年再見 楊德昌》、《雲外笑紅塵 林青霞》及《焦點影人 關錦鵬》等書；擔任「打開想像電影節」節目策劃。另外，他是香港獨立出版團體「廿九几」創始成員。2007年至2011年曾擔任文學雜誌《字花》編輯。著有小說集《失蹤的象》。

## 作品

### 著作
- 小說集《失蹤的象》[11]
- 《電影小說》（合著，其餘八位作者為也斯、羅貴祥、麥欣恩、黃淑嫻、梁均國、陳汗、陳慧、黃勁輝）

### 主編
- 《2012香港電影回顧》
- 《香港電影2018》
- 《聲音與象限──字花十年選小說卷》（責任編輯）[12]

### 合編
- 《紫釵、兇影、小市民──李鐵的電影藝術》[13]
- 《焦點影人 張艾嘉》
- 《花樣的年華 澤東廿五》
- 《十年再見 楊德昌》
- 《雲外笑紅塵 林青霞》
- 《焦點影人 洪金寶》
- 《焦點影人 許冠文》
- 《焦點影人 關錦鵬》
- 《焦點影人 鄭保瑞》
- 《焦點影人 陳果》

### 影評文章
- 見於《明報》副刊「星期日生活」、《號外》、端傳媒、香港電影評論學會網站 [14] [15]